# جاکومو کامپیوتی
جاکومو کامپیوتی (ایتالیایی: Giacomo Campiotti؛ زادهٔ ۸ ژوئیهٔ ۱۹۵۷) فیلم‌نامه‌نویس و کارگردان فیلم اهل ایتالیا است.
از فیلم‌هایی که وی در آن‌ها نقش داشته است، می‌توان به سپید چون شیر، سرخ چون خون اشاره نمود.